# Руслан Зубарєв
Руслан Зубарєв (позивний «Хижак») — український військовий, старший солдат 92-ї окремої механізованої бригади ім. Івана Сірка.
У 2023 році був нагороджений Валерієм Залужним почесною нагрудною відзнакою «Золотий Хрест» та отримав нагородну зброю.
Валерій Залужний зазначив щодо Зубарєва:
|                    | Руслан відбив атаку переважальних сил противника, проявив звитягу та мужність у бою. Вдячний кожному, хто боронить Батьківщину від окупанта. Слава усім захисникам України! |
| — Валерій Залужний | |

Зубарєв відзначився у бою, що відбувся 16 лютого 2023 року в районі Сватового. Під час цього бою російська штурмова група на БМП-2 раптовою атакою намагалась захопити українську позицію. Завдяки організованій роботі підрозділів 22-го батальйону, зокрема Руслана Зубарєва, атака була відбита. Він знищив російський БМП-2 і кількох російських військовослужбовців, задіюючи різні види зброї.